# La Roca del Vallès
La Roca del Vallès és un municipi de la comarca del Vallès Oriental.
El municipi està format per tres pobles, la Roca Centre, Santa Agnès de Malanyanes i la Torreta. És un dels municipis territorialment més extensos del Vallès Oriental i dins del seu terme municipal podem trobar la presó de Quatre Camins (des de 1993), el Castell de la Roca, el Castell de Bell-lloc i una part del Parc de la Serralada Litoral. En aquest municipi existeixen diverses urbanitzacions com: Can Colet, Can Borrel i la Pineda.
- Festa local: 29 de novembre.
- Festa major: 2n cap de setmana de setembre.

## Geografia
- Llista de topònims de la Roca del Vallès (Orografia: muntanyes, serres, collades, indrets..; hidrografia: rius, fonts...; edificis: cases, masies, esglésies, etc).

El municipi està a l'antic Camí Ral (ara una autopista cap a França AP-7). Es troba comunicat amb la costa per la carretera C-60.
Es troba al límit amb el Maresme, a la vall mitjana del riu Mogent, accidentat a l'est pels vessants interiors de la Serralada Litoral, sector on es localitzen els boscs de pins i alzines. El Turó de la Solidaritat és una muntanya de 261 metres situada a 2,49km de La Roca del Vallès.

## Economia
Es tracta d'un municipi eminentment industrial i de serveis. Cal destacar el complex comercial La Roca Village, una àmplia extensió de terreny en la qual s'ubica un dels centres comercials de tipus outlet més grans del sud d'Europa.
L'agricultura que queda, la majoria de secà, és de cereals, alfals, colza, llavor de nap i lleguminoses per a pinso. També hi ha una mica de vinya (amb DO Alella). Es fa farratge, mongetes, patates i hortalisses, poma i préssec en zona de regadiu, cada cop més minsa. Hi ha unes quantes granges de bestiar boví (carn i llet), porcí i aviram.

## Història
La Roca del Vallès està habitada des de temps immemorials tal com mostren restes arqueològiques com a dòlmens, tombes i pintures, trobats de l'època dels ibers.

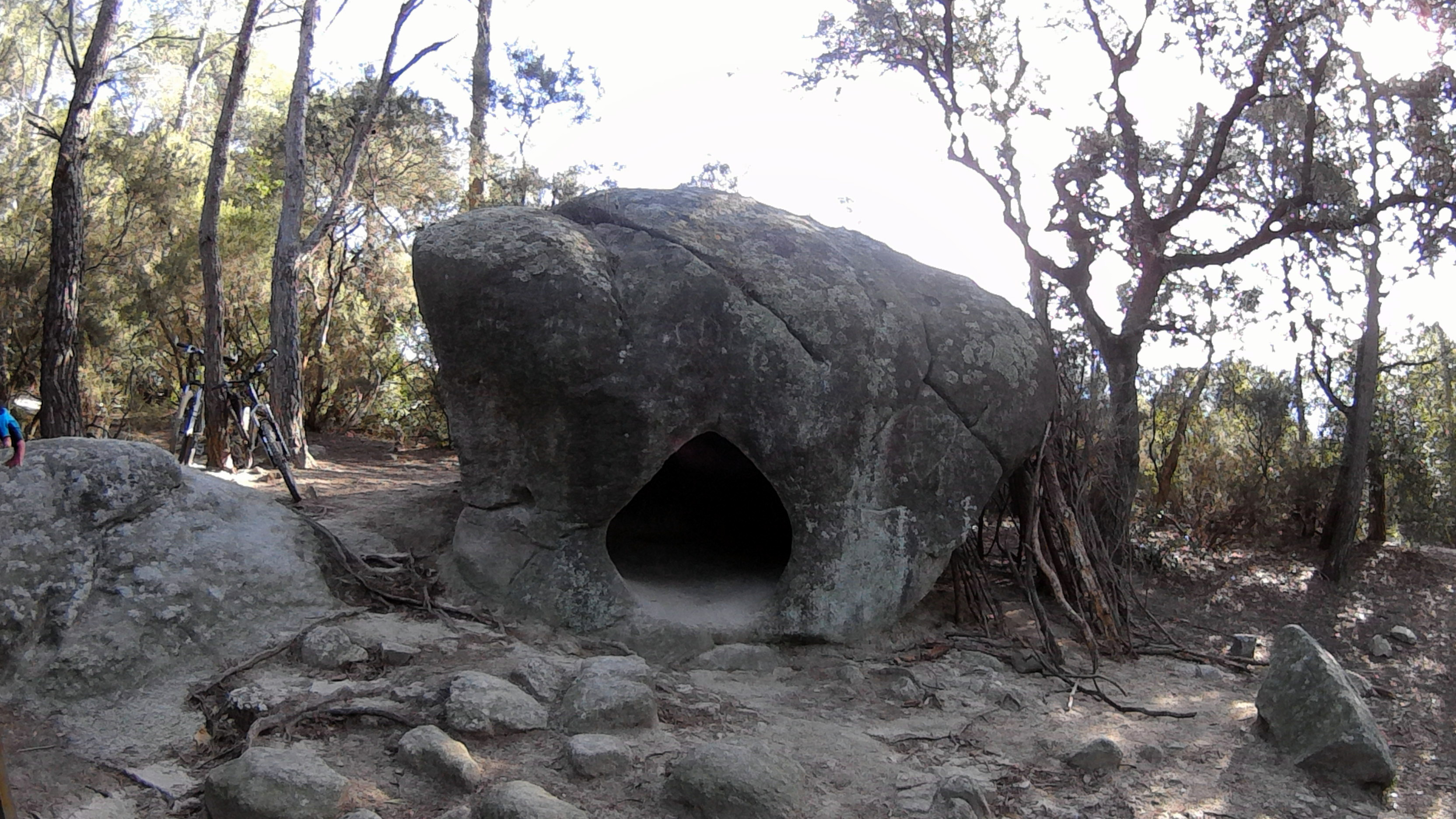
Roca foradada de Can Gol

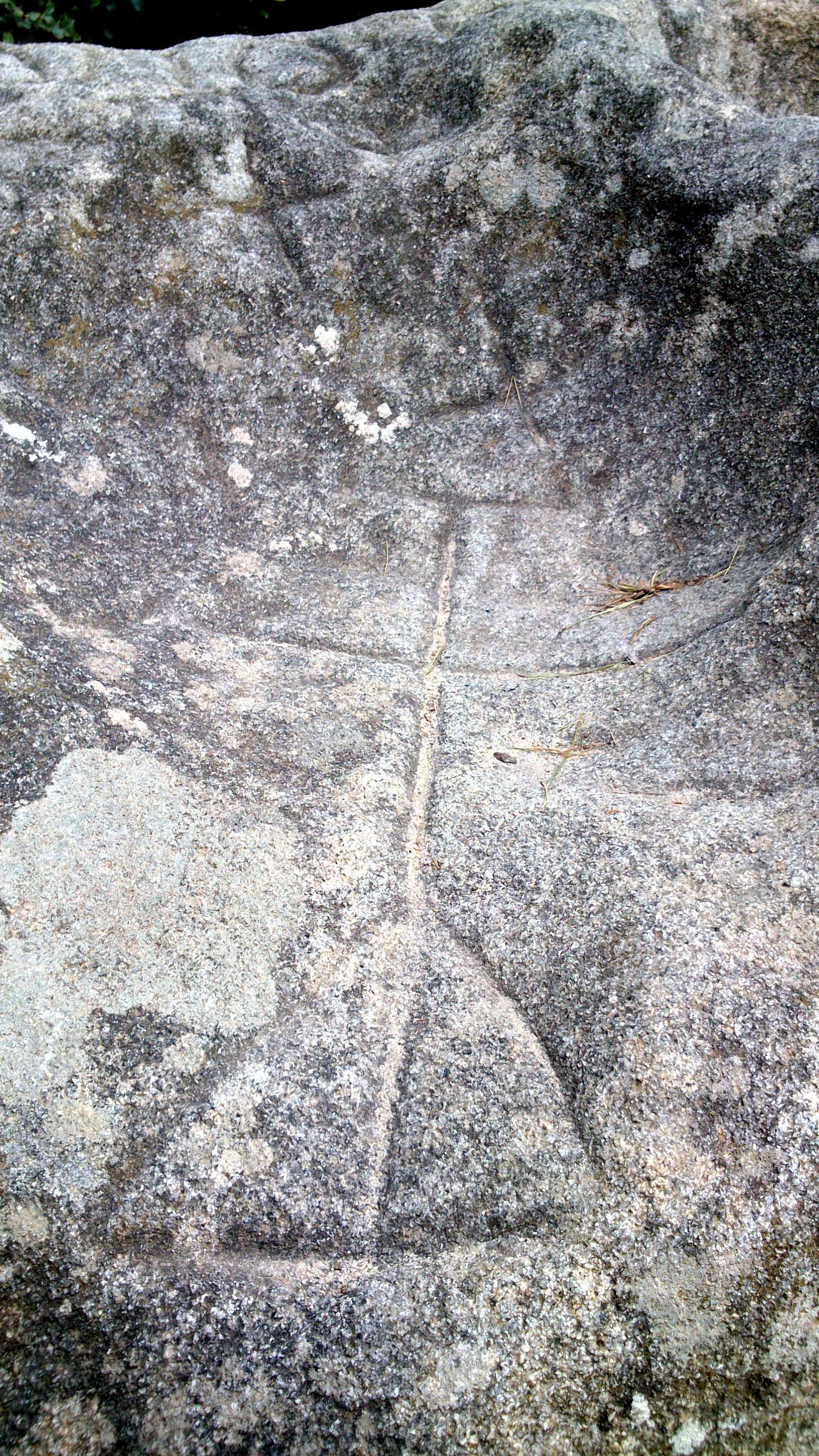
Gravat a la pedra de les creus

L'origen de la població va ser un antic assentament romà, denominat Castro Morino en etapes medievals.
Les primeres notícies del castell de La Roca són de l'any 932. Es té constància documentada del segle xi sobre el castell de La Roca del Vallés, el propietari del qual fou Arnau Mir per encàrrec del comte de Barcelona. A la primeria del segle xv Pere Arnau Marquès vengué la senyoria de la Roca a Ramon de Torrelles, que la va posseir en feu pel monarca i realitzà diverses obres de restauració del castell. El 1468 el títol de baró de la Roca havia estat concedit a Martí Joan de Torrelles i de Sentmenat. En el segle xv, Martí Benet de Torrelles es va casar amb Maria de Sentmenat i el seu fill Pere de Torrelles i Sentmenat, va heretar el senyoriu de la Roca. El castell va tenir un paper important durant la Guerra de Successió Espanyola. Un altre Pere de Torrelles-Sentmenat, que fou governador de Catalunya i senyor i baró de la Roca, fou creat el 1706 pel rei arxiduc Carles III, marquès de Torrelles. Seguidament el castell de la Roca passà al domini de la comunitat de preveres de Santa Maria del Mar, i amb la desamortització, a mans privades.
El 1952 pràcticament es va reconstruir gairebé tot el castell i es va restaurar de forma moderna. Les restes originals del castell de La Roca formaven una planta gairebé rectangular de la qual es conserven els murs de les cares nord, est i oest. Al peu del mur situat al nord hi havia un pou de gel excavat a la roca, dipòsit cilíndric de gran amplitud.
A partir de la dècada de 1960 es va iniciar la industrialització del terme. Es van traslladar un bon nombre de fàbriques de Barcelona, localitzades sobretot a prop del Mogent i als sectors de Can Font de la Parera en Santa Agnès de Malanyanes i de Vallderiolf. Hi ha fàbriques tèxtils, de plàstics, de joguines, de confecció, alimentàries, i auxiliars de la construcció.
El 1964 es va situar la planta de tractament i de distribució de les aigües del Ter per a Barcelona a la planícia de Can Ribes.
Durant el decenni de 1960-70 la població va patir un creixement del 72,40%, i del 31% durant el de 1970-80. Aquest creixement has sigut molt destacable també als inicis del segle XXI.

## Art prehistòric
Una de les mostres més interessants de la presència humana primerenca en aquests paratges correspon a les pintures rupestres prehistòriques de la Pedra de les Orenetes. Pertanyents a l'art esquemàtic, l'expressió que acredita la presència de grups productors neolítics (6500-3500 anys aC), va ser descoberta per Josep Estrada i Garriga el 1945. Dibuixos puntiformes, línies ondulades, traços, algun tret antropomorf, màcules, etc.: en definitiva, formes abstractes. És una de les rares pintures sobre suport granític de Catalunya i dels pocs jaciments amb art trobats a les comarques catalanes més properes a Barcelona.
Aquestes pintures han estat incloses en el Patrimoni Mundial per la UNESCO (1998), sota la nomenclatura administrativa d'"Art rupestre de l'arc mediterrani de la península Ibèrica", com a manifestació de la capacitat intel·lectual humana. Jaciments amb el mateix tipus d'art pictòric es troben també en els municipis del Cogul i l'Albi (Garrigues), Os de Balaguer (Noguera Pallaresa), Olèrdola (Alt Penedès), la Llacuna (Anoia) i Montblanc (Conca de Barberà), entre d'altres.
A la Pedra de les Orenetes manca algun tipus de protecció, per la qual cosa la seva conservació es troba en perill permanent (Fonts: Associació Catalana d'Art Prehistòric)

## Entitats del poble
- AEiG La Flama
- Associació de Comerciants
- Associació Juvenil 666 Diables La Roca
- Associació Cultural i Juvenil Rumb a la Roca
- Colla Gegantera
- Club Basquet La Roca
- B.M. La Roca
- Club Ciclista La Roca Bike
- Arxiu de la Memòria Popular
- Club la Petanca La Roca
- Club petanca Espronceda la Roca
- Penya Blaugrana de la Roca del Vallès
- Esplai la Xiruca
- Revista Roquerols
- C.F. La Roca
- Associació Cultural de joves de La Roca
- Associació Sardanista
- Federació d'Associacions de Veïns
- Unió coral centre i energia
- Associació jubilats i pensionistes
- IES La Roca
- Grup d'Opinió Céllecs
- Ajuntament de la Roca del Vallès

## Demografia
| Entitat de població       | Habitants (2024) |
| la Roca del Vallès        | 6.447            |
| la Torreta                | 2.705            |
| Santa Agnès de Malanyanes | 1.804            |
| Font: Idescat             |                  |

| 1497 f | 1515 f | 1553 f | 1717 | 1787 | 1857  | 1877  | 1887  | 1900  | 1910  |
| ------ | ------ | ------ | ---- | ---- | ----- | ----- | ----- | ----- | ----- |
| 156    | 88     | 117    | 659  | 775  | 1.775 | 1.808 | 1.585 | 1.769 | 1.960 |

| 1920  | 1930  | 1940  | 1950  | 1960  | 1970  | 1981  | 1990  | 1992  | 1994  |
| ----- | ----- | ----- | ----- | ----- | ----- | ----- | ----- | ----- | ----- |
| 1.936 | 2.147 | 2.238 | 2.392 | 2.527 | 4.356 | 5.709 | 5.805 | 5.868 | 5.868 |

| 1996  | 1998  | 2000  | 2002  | 2004  | 2006  | 2008   | 2010   | 2012   | 2014   |
| ----- | ----- | ----- | ----- | ----- | ----- | ------ | ------ | ------ | ------ |
| 6.728 | 6.953 | 7.380 | 7.964 | 8.685 | 9.418 | 10.032 | 10.291 | 10.393 | 10.518 |

| 2016   | 2018   | 2020   | 2022   | 2024   | 2026 | 2028 | 2030 | 2032 | 2034 |
| ------ | ------ | ------ | ------ | ------ | ---- | ---- | ---- | ---- | ---- |
| 10.599 | 10.666 | 10.754 | 10.776 | 10.962 | -    | -    | -    | -    | -    |

El 1717 incorporà Santa Agnès de Malanyanes i Vallderiolf; el 1857, Bell-lloc, Vilalba i Vilanova del Vallès que es desagregà el 1986.

## Política i govern

### Composició de la Corporació Municipal
El Ple de l'Ajuntament està format per 17 regidors. En les eleccions municipals de 2019, la coalició formada per Esquerra Republicana de Catalunya-Acord Municipal (ERC-AM) obtingué 6 regidors, Junts per la Roca (Junts) n'obtingué 5, Partit dels Socialistes de Catalunya-Candidatura de Progrés (PSC-CP) 3, Ciutadans - Partit de la Ciutadania (Cs) 2 i La Roca En Comú-En Comú Guanyem (LREC-ECG), 1.
En les eleccions municipals de 2023, Junts per la Roca (Junts) obtingué 6 regidors, el Partit dels Socialistes de Catalunya-Candidatura de Progrés (PSC-CP) n'obtingué 4, Esquerra Republicana de Catalunya-Acord Municipal (ERC-AM) n'obtingué 3, Ara la Roca, 2, La Roca En Comú-En Comú Guanyem (LREC-ECG), 1 i VOX, 1.

### Eleccions municipals
Durant la primera legislatura governà la Candidatura d'Independents, encapçalada per Francesc Mestre i Andreu. Des de les segones eleccions després del franquisme, l'any 1983, i fins al 2007, l'Ajuntament de la Roca del Vallès va ser presidit pel Partit dels Socialistes de Catalunya (PSC) (excepte la quarta legislatura, on hi va haver un govern de Convergència i Unió (CiU)). Els alcaldes en aquest període han estat Joan Pujol i Alabau, Romà Planas i Miró, Salvador Illa i Roca i Miquel Estapé i Valls. A les eleccions municipals de 2007 CiU tornà a l'alcaldia del municipi, amb Rafael Ros i Penedo com a batlle. Entre el 2015 i el 2023 governà Albert Gil i Gutiérrez d'Esquerra Republicana de Catalunya (ERC), amb l'excepció un període comprés entre 2018 i 2019, on la coalició de govern entre ERC i PSC donà lloc a l'alcaldia de Carles Fernández i Pérez (PSC). Des del 2023 governa Marta Pujol i Armengol, de Junts per Catalunya.
| Eleccions municipals de 26 de maig de 2019 - la Roca del Vallès                                                                                                 |                                                             |                                     |                                     |       |           |          |
| Candidatura | Candidatura                                                 | Candidatura                         | Cap de llista                       | Vots  | Vots      | Regidors |
| | Esquerra Republicana de Catalunya-Acord Municipal           |                                     | Albert Gil i Gutiérrez              | 1815  | 34,61 %   | 6 (+1)   |
| | Junts per la Roca                                           |                                     | Marta Pujol i Armengol              | 1345  | 25,65 %   | 5 (+1)   |
| | Partit dels Socialistes de Catalunya-Candidatura de Progrés |                                     | Carles Fernández i Pérez            | 957   | 18,25 %   | 3 (-2)   |
| | Ciutadans - Partit de la Ciutadania                         |                                     | Anna Raymi Marata                   | 520   | 9,92%     | 2 (+2)   |
| | La Roca En Comú Podem - En Comú Guanyem                     |                                     | Daniel Martín i Oller               | 438   | 8,35%     | 1 (-1)   |
| | Altres candidatures                                         |                                     |                                     | 115   | 2,19 %    | 0 ( -1)  |
| | Vots en blanc                                               |                                     |                                     | 54    | 1,03 %    |          |
| Total vots vàlids i regidors | Total vots vàlids i regidors                                | Total vots vàlids i regidors        | Total vots vàlids i regidors        | 5244  | 100 %     | 17       |
| | Vots nuls                                                   | Vots nuls                           | Vots nuls                           | 54    | 1,03 %    |          |
| Participació (vots vàlids més nuls) | Participació (vots vàlids més nuls)                         | Participació (vots vàlids més nuls) | Participació (vots vàlids més nuls) | 5298  | 65,41 %** |          |
| Abstenció | Abstenció                                                   | Abstenció                           | Abstenció                           | 2802* | 34,59 %** |          |
| Total cens electoral | Total cens electoral                                        | Total cens electoral                | Total cens electoral                | 8100* | 100 %**   |          |
| Batlle: Albert Gil i Gutiérrez (ERC) (13/06/2015) Per majoria absoluta dels vots dels regidors (11 vots: 6 d'ERC i 5 de Junts)                                  |                                                             |                                     |                                     |       |           |          |
| Fonts: Ministeri de l'Interior. Junta Electoral de la Zona de Granollers. Diari Ara. (* No són vots sinó electors. ** Percentatge respecte del cens electoral.) |                                                             |                                     |                                     |       |           |          |

### Alcaldes de la Roca del Vallès
| Període         | Alcalde o alcaldessa                                        | Partit polític                   | Data de possessió                | Observacions             |
| --------------- | ----------------------------------------------------------- | -------------------------------- | -------------------------------- | ------------------------ |
| 1979–1983       | Francesc Mestre i Andreu                                    | Independent                      | 19/04/1979                       | --                       |
| 1983–1987       | Joan Pujol i Alabau                                         | Logotip del PSC                  | 28/05/1983                       | --                       |
| 1987–1991       | Joan Pujol i Alabau                                         | Logotip del PSC                  | 30/06/1987                       | --                       |
| 1991–1995       | Joan Pujol i Alabau                                         | Logotip de CiU                   | 15/06/1991                       | --                       |
| 1995–1999       | Romà Planas i Miró Salvador Illa i Roca Josep Estapé i Vilà | Logotip del PSC · Logotip de CiU | 17/06/1995 23/09/1995 15/02/1999 | Mort Moció de censura -- |
| 1999–2003       | Salvador Illa i Roca                                        | Logotip del PSC                  | 03/07/1999                       | --                       |
| 2003–2007       | Salvador Illa i Roca Miquel Estapé i Valls                  | Logotip del PSC                  | 14/06/2003 01/10/2005            | Dimissió/renúncia --     |
| 2007–2011       | Rafael Ros i Penedo                                         | Logotip de CiU                   | 16/06/2007                       | --                       |
| 2011–2015       | Rafael Ros i Penedo                                         | Logotip de CiU                   | 11/06/2011                       | --                       |
| 2015–2019       | Albert Gil i Gutiérrez Carles Fernández i Pérez             | Logotip d'ERC · Logotip del PSC  | 13/06/2015 03/03/2018            | Pacte de govern          |
| 2019-2023       | Albert Gil i Gutiérrez                                      | Logotip d'ERC                    | 15/06/2019                       | --                       |
| Des de 2023     | Marta Pujol i Armengol                                      | Logotip de Junts                 | 17/06/2023                       | --                       |
| Fonts: Municat. |                                                             |                                  |                                  |                          |